# داني كلارك (لاعب كرة قاعدة)
داني كلارك (بالإنجليزية: Danny Clark) هو لاعب كرة قاعدة أمريكي، ولد في 18 يناير 1894 في ميريديان في الولايات المتحدة، وتوفي بنفس المكان في 23 مايو 1937.